# Колесов, Николай Александрович
Николай Александрович Колесов (р. 17 декабря 1956 года) — российский предприниматель, генеральный директор АО «Концерн Радиоэлектронные технологии», бывший губернатор Амурской области.

## Биография
Родился 17 декабря 1956 года в Казани в семье рабочих.

### Образование
В 1975 году с отличием окончил ГПТУ-50 г. Казани по специальности «регулировщик радиоаппаратуры», в 1987 году — Казанский государственный финансово-экономический институт им. В. В. Куйбышева по специальности «Планирование промышленности», доктор экономических наук.

### Трудовая деятельность
После учёбы в Казанском ГПТУ-50 работал регулировщиком на Казанском заводе электронно-вычислительных машин с 1975 по 1977 год, затем работал на Казанском оптико-механическом заводе:
- с 1977 по 1982 год — регулировщик радиоаппаратуры
- с 1982 по 1994 год — заместитель начальника цеха, начальник механосборочного производства, начальника отдела снабжения
- с 1994 по 1995 год — и. о. коммерческого директора
- С 1995 по 1997 год работал генеральным директором ООО «Доломит»
- С 1997 по 2007 год возглавлял ОАО «Завод Элекон»
- С 2007 по 2008 год был губернатором Амурской области

12 января 2009 назначен генеральным директором ОАО "Концерн «Радиоэлектронные технологии» (КРЭТ) государственной корпорации «Ростехнологии» (Ростех). Николай Колесов реализует стратегию по развитию КРЭТ. В планах компании — стать комплексным разработчиком, производителем и поставщиком современных интегрированных систем радиоэлектронного оборудования гражданского и военного назначения.
В декабре 2012 года Первое Антикоррупционное СМИ опубликовало информацию о том, что Колесов якобы наносит урон оборонному и научному потенциалу России путём распродажи активов КРЭТа по заниженной стоимости. Публикации стали причиной целого ряда проверок деятельности предприятия органами внутренних дел, некоторые депутаты Государственной Думы также направили запросы в Генеральную прокуратуру. В результате проведенных проверок было установлено, что информация, опубликованная Первым Антикоррпуционным СМИ, не соответствует действительности. 22 мая 2013 года Преображенский районный Суд города Москвы удовлетворил иск Николая Колесова о защите чести, достоинства и деловой репутации и обязал средство массовой информации выплатить Колесову компенсацию морального вреда в размере 30 тысяч рублей.
Колесов владеет пакетами акций ОАО "Завод «Элекон» и ОАО «Казанский оптико-механический завод».

### Политическая деятельность

#### Татарстан
Избирался депутатом Государственного совета Республики Татарстан второго (2000—2004) созыва, был членом Президиума Госсовета. В марте 2004 года был избран депутатом Государственного совета Республики Татарстан третьего созыва, являлся членом комитета Госсовета по бюджету, налогам и финансам.

#### Амурская область
24 мая 2007 года Президент России Владимир Путин внёс кандидатуру Колесова на пост губернатора. 1 июня депутатами Совета народных депутатов Амурской области по представлению Президента РФ был утвержден губернатором Амурской области («за» предложенную президентом кандидатуру проголосовали 23 депутата из 33 присутствующих). В этот же день Колесов принял присягу и официально вступил в должность губернатора Амурской области, исполняющим обязанности губернатора непосредственно перед этим был Александр Нестеренко.
На своём посту подвергался критике со стороны местных политиков. Депутат Госдумы от Амурской области Дмитрий Новиков обвинял его в коррупции, давлении на КПРФ и препятствовании его избирательной кампании. Фракция КПРФ в законодательном собрании области обращалась к Президенту России с просьбой снять Колесова с поста, заявляя, что его политика «дискредитирует государственную власть». Юридический отдел ЦК КПРФ и Геннадий Зюганов направляли в 2008 году запросы в Генеральную прокуратуру, требуя возбудить против Колесова уголовное дело.
Широкое внимание привлёк к себе ремонт кабинета Колесова, затраты на который оценивались в 100—150 млн руб., хотя разработчики проекта говорили о значительно меньших затратах. В октябре 2008 года в Благовещенск прибыл председатель Госдумы Борис Грызлов, подвергший критике социально-экономическую политику в области. 16 октября 2008 года Колесов был уволен с должности губернатора Президентом РФ Дмитрием Медведевым с формулировкой «по собственному желанию». Должность губернатора Амурской области занял Олег Кожемяко.

## Санкции
19 мая 2023 года, из-за вторжения России на Украину, Николай Колесов попал под санкции Великобритании за «деятельность в секторе имеющем стратегическое значение для правительства России». Ранее, 18 марта 2023 года, был внесён в санкционный список Украины. С 20 июля 2023 года находится под санкциями Австралии за «роль в прямой или косвенной поддержке незаконного вторжения России в Украину». 22 августа 2023 года включён в санкционный список Канады против соучастников полномасштабного вторжения России на Украину.

## Награды и звания
- Орден «За заслуги перед Отечеством» IV степени (октябрь 2005)[18]
- Орден Дружбы (2000)
- Семь медалей, среди которых:
  - Медаль имени первого в мире лётчика-космонавта Ю. А. Гагарина (Федерация космонавтики России)
  - Медаль премии имени Г. К. Жукова (АБОП)
- Государственная премия Республики Татарстан в области науки и техники (2002)
- Вошел в энциклопедию «Гордость города Казани» (2005)
- Заслуженный машиностроитель Республики Татарстан
- Действительный член Академии естественных наук РФ
- Почётный академик международной Академии качества и маркетинга
- Действительный член Академии военных наук

## Семья
Женат, имеет 2 сыновей и 3 дочерей
Дочь, Анастасия Николаевна Колесова (род. 19 сентября 1984 года) — депутат Государственного Совета Республики Татарстан четвертого и пятого созыва, была членом Комитета Государственного Совета Республики Татарстан по бюджету, налогам и финансам. Награждена медалью «В память 1000-летия Казани», медалью Федерации космонавтики России им. В. В. Терешковой, медалью им. Академика С. П. Королева, медалью им. К. Э. Циолковского, орденом Ю. А. Гагарина. 
Сын, Александр Николаевич Колесов — генеральный директор «Кан Авто», крупного автосалона в Казани.

## Примечание
1. 1 2  Колесов Николай Александрович. Дата обращения: 12 августа 2013. Архивировано 2 мая 2013 года.
2. ↑  «Ростех» скупает поставщиков Ту-204. Дата обращения: 12 августа 2013. Архивировано 3 ноября 2013 года.
3. ↑  КРЭТ уничтожает НПК «Ритм» в интересах Запада и олигархов. Дата обращения: 12 августа 2013. Архивировано из оригинала 17 июля 2013 года.
4. ↑  Суд удовлетворил иск гендиректора КРЭТ Николая Колесова о защите чести к электронной газете «Первое антикоррупционное СМИ». Дата обращения: 12 августа 2013. Архивировано 5 марта 2016 года.
5. ↑  Владимир Путин предложил кандидатуру Николая Колесова для наделения его полномочиями губернатора Амурской области (недоступная ссылка) // kremlin.ru, 24 мая 2007
6. ↑  Камышев Д. Депутатская распевка Архивная копия от 25 августа 2008 на Wayback Machine // Власть, № 30 (783), 4 августа 2008
7. ↑  Климычева Ю. Дмитрий Новиков: «Интересы региона должен отстаивать любой депутат» Архивная копия от 7 декабря 2010 на Wayback Machine // Амурская правда, № 243 (26576), 30 декабря 2008
8. ↑  Запрос в генпрокуратуру о формальном подходе Амурской областной прокуратурой по рассмотрению депутатского запроса по фактам преступных действий со стороны губернатора в период предвыборной кампании Архивная копия от 14 мая 2008 на Wayback Machine // kprf.ru, 14 мая 2008
9. ↑  Руководитель фракции КПРФ в Госдуме Г. А. Зюганов просит Генерального прокурора РФ провести проверку фактов грубейшего нарушения избирательного законодательства в Амурской области и возбудить уголовное дело на виновных должностных лиц Архивная копия от 23 апреля 2021 на Wayback Machine // kprf.ru, 30 апреля 2008
10. 1 2  Николай Колесов освободил кабинет. Дата обращения: 12 августа 2013. Архивировано 4 марта 2016 года.
11. ↑  Кожемяко, Олег Николаевич. ТАСС. Дата обращения: 12 февраля 2021. Архивировано 31 января 2022 года.
12. ↑  Великобритания ввела санкции против президента концерна "Калашников". RFE/RL (19 мая 2023). Дата обращения: 24 мая 2023. Архивировано 24 мая 2023 года.
13. ↑  Financial Sanctions Notice. GOV.UK (19 мая 2023). Дата обращения: 24 мая 2023. Архивировано 19 мая 2023 года.
14. ↑  КОЛЕСОВ Николай Александрович - биография, досье, активы. Война и санкции. Дата обращения: 24 мая 2023. Архивировано 24 мая 2023 года.
15. ↑  Австралия ввела санкции против 35 российских предприятий и 10 граждан России и Беларуси. Настоящее Время (20 июля 2023). Дата обращения: 20 июля 2023. Архивировано 20 июля 2023 года.
16. ↑  Канада ввела санкции против Росбанка, «Уралсиба» и «Зенита». Forbes (23 августа 2023). Дата обращения: 30 августа 2023. Архивировано 30 августа 2023 года.
17. ↑  Canada, Global Affairs. Sanctions – Russian invasion of Ukraine. GAC (4 февраля 2022). Дата обращения: 30 августа 2023. Архивировано 31 мая 2022 года.
18. ↑  Список награждённых государственными наградами Российской Федерации. Дата обращения: 21 декабря 2008. Архивировано из оригинала 23 декабря 2007 года.
19. ↑  КОЛЕСОВА Анастасия Николаевна  :: Депутаты :: Государственный Совет Республики Татарстан - официальный сайт. www.gossov.tatarstan.ru. Дата обращения: 26 ноября 2018. Архивировано 26 ноября 2018 года.
20. ↑  Колесов Александр Николаевич президент ГК «КАН Авто». БИЗНЕС Online. Дата обращения: 13 апреля 2022. Архивировано 28 ноября 2020 года.